# Набор для саке

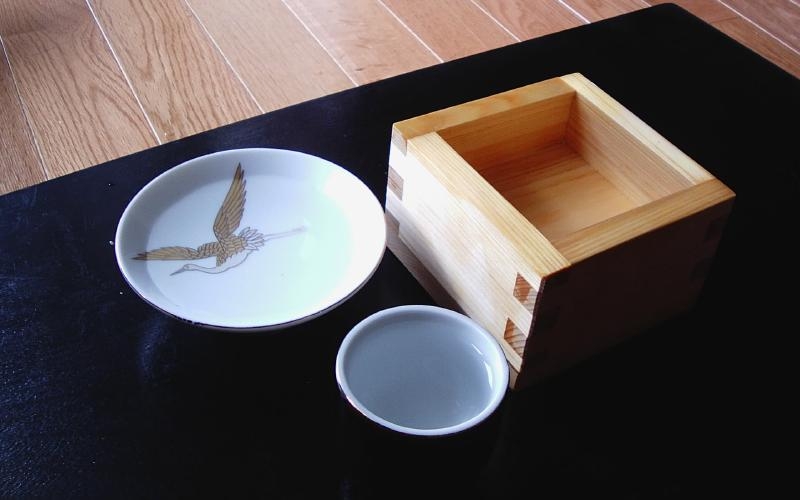
Саке может быть подано в различных сосудах; изображённые называются «сакадзуки» (плоский), «отёко» (цилиндрический) и «масу» (деревянный)

Набор для саке (яп. 酒器 сюки) — общее название сосудов для подачи и употребления саке, традиционного японского рисового алкогольного напитка. Обычно наборы для саке делаются из керамики, но также встречаются стеклянные, деревянные, из лакированного пластика и металлические. Сосуды продаются отдельно или в составе сервиза.

## Кувшин

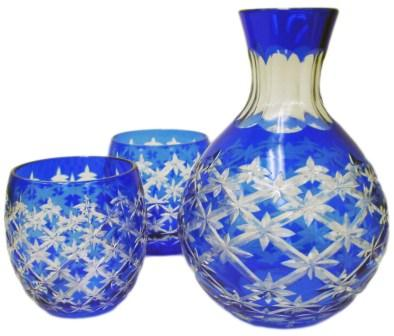
Хрустальный набор: кувшин и отёко

Кувшин для саке называется токкури (яп. 徳利). Обычно это круглый сосуд с узким горлышком, но встречается во множестве форм, включая форму с носиком «катакути» (яп. 片口). По традиции саке подогревают, помещая кувшин в ёмкость с горячей водой; узкое горлышко помогает сохранять тепло. В традиционных заведениях, таких, как рётэи и рестораны, где подают одэн, саке иногда нагревают и подают в металлических контейнерах под названием «тирори» (яп. 銚釐) или тампо (яп. 湯婆). В последние годы стеклянные тирори используются также для охлаждения саке.

## Чашки для питья

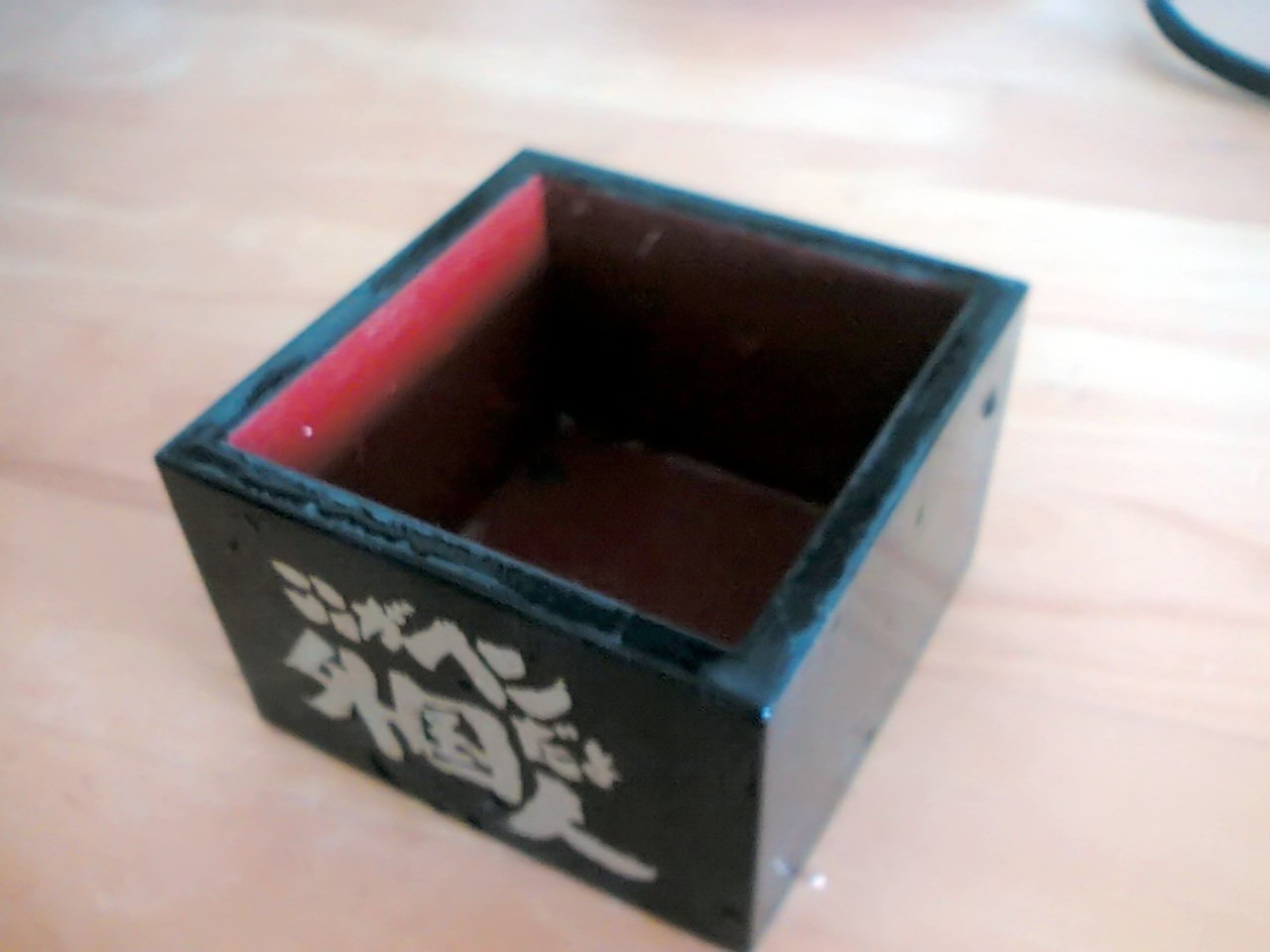
Лакированный расписной «масу»

В старину саке продавали по объёму, деревянными коробочками, называемыми "масу" (яп. 枡升) объёмом около 180 мл (1 го, 0,177 л), из которых его и пили. Деревянная коробочка должна была дополнить вкус напитка, так как его готовят в деревянных бочках тару (яп. 樽), однако в новое время любители саке не пьют из масу именно из-за того, что дерево изменяет вкус напитка. Однако в традиционных церемониях масу продолжает использоваться. В ресторанах подающий саке в масу может поместить в контейнер чашечку, или опустить сам масу в больший сосуд, и лить сверху саке на меньший сосуд, чтобы он переполнился и перелился в больший, что символизирует богатство.
Обычно масу делают из лакированого дерева или пластика. По традиции масу должен быть наполнен до краёв в знак процветания — в частности, его название омонимично слову «увеличиваться, расти, прибавляться» (яп. 増す масу).

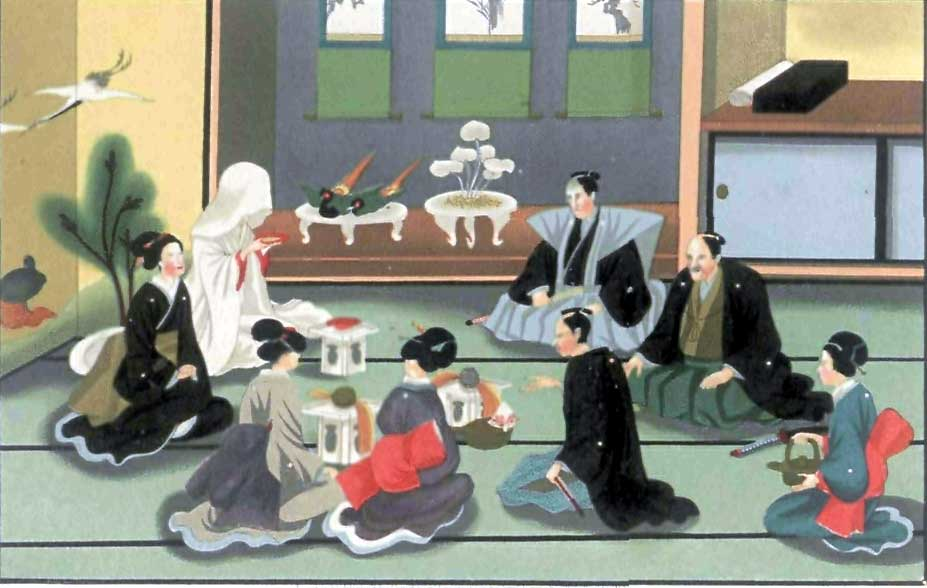
Невеста пьёт саке из сакадзуки на церемонии сан-сан-ку-до; женщина справа держит тёси. 1867

В современной Японии саке обычно подают в керамических чашках. Распространены небольшие цилиндрические чашечки «о-тёко» и плоские «сакадзуки» (яп. 杯); последние обычно используются в церемониях, к примеру, на свадьбах, однако существуют сакадзуки большего размера для повседневного употребления. Для записи слова «сакадзуки» используется несколько иероглифов: 盃 и 坏, а также 盞 для маленьких сакадзуки.